# Hydrablabes periops
Espèce
Synonymes
- Ablabes periops Günther, 1872

Statut de conservation UICN

 LC  : Préoccupation mineure
Hydrablabes periops est une espèce de serpents de la famille des Natricidae. 

## Répartition
Cette espèce est endémique de Bornéo. Elle se rencontre, :
- au Brunei ;
- en Malaisie orientale dans les États du Sabah et du Sarawak ;
- en Indonésie au Kalimantan.

## Publication originale
- Günther, 1872 : On the reptiles and amphibians of Borneo. Proceedings of the Zoological Society of London, vol. 1872, p. 586-600 (texte intégral).